# الكيلو 21 (الإسكندرية)
الكيلو 21 هي منطقة سكنية تقع في حي العجمي بأقصى غرب مدينة الإسكندرية في مصر، على تقاطع طريق الإسكندرية - مطروح الساحلي مع وصلة الطريق الرابط مع محور التعمير وطريق القاهرة - الإسكندرية الصحراوي، يحدها من جهة الشرق منطقتي أبو يوسف والهانوفيل، ومن جهة الغرب منطقة أبو تلات.